# المجلس الانتقالي الجنوبي
المجلس الانتقالي الجنوبي هو هيئة سياسية يمنية تشكلت هيئته الرئاسية في 11 مايو 2017. تضم الهيئة الرئاسية للمجلس المعلن غالبية محافظي محافظات جنوب اليمن، وهي المحافظات التي كانت تمثل جغرافياً ما كان يُعرف بجمهورية اليمن الديمقراطية الشعبية كما يضم المجلس وزراء ووكلاء محافظات. يرأس المجلس عيدروس الزبيدي عضو مجلس القيادة الرئاسي اليمني.

## التأسيس
دعا اللواء عيدروس الزبيدي محافظ العاصمة المؤقتة عدن آنذاك في مؤتمر صحفي يوم 10 سبتمبر 2016 كافة القوى السياسية والاجتماعية الجنوبية إلى العمل على إنشاء كيان سياسي جنوبي يوازي القوى السياسية في شمال اليمن، بحيث يكون هذا الكيان الناشئ الممثل لتطلعات الجنوبيين في أي استحقاقات سياسية من أجل الحل السياسي في اليمن، تم الترتيب والتحضير لهذا الكيان بعيداً عن الإعلام طيلة أشهر، إقالة عيدروس الزبيدي وبعض القادة الجنوبيين من مناصبهم في حكومة الرئيس هادي كوّن حالة من السخط الشعبي واعتبر الكثير من الجنوبيين ذلك قفزاً على تضحياتهم ومحاولة لإجهاض مشروع التحرير والاستقلال فتداعوا للاحتشاد رفضاً للقرارات يوم 4 مايو 2017 وتمخض عن ذلك الاحتشاد ما سمي بإعلان عدن التاريخي الذي خوّل اللواء عيدروس الزبيدي بإنشاء مجلس سياسي جنوبي استجابة لتطلعات الجنوبيين وتحقيقا لما دعا إليه سابقا، فيما يلي هذا الإعلان:

### مليونية 21 مايو
تبع ذلك الإعلان تشكيل الهيئة الرئاسية للمجلس الانتقالي الجنوبي برئاسة الزبيدي تاريخ 11 مايو 2017 ثم اجتمع عشرات الآلاف من الجنوبيين من كافة محافظات الجنوب في عدن فيما أطلق عليه مليونية 21 مايو لتأييد المجلس المعلن وتفويضه شعبياً لتمثيل الجنوب.

## مكونات المجلس
يتكون المجلس بالإضافة للهيئة الرئاسية من عدة دوائر متخصصة مثل دائرة العلاقات الخارجية برئاسة البرلماني عيدروس النقيب والدائرة الإعلامية برئاسة الإعلامي وعضو المجلس لطفي شطارة. بالإضافة إلى الجمعية الوطنية الجنوبية ومكونات أخرى.

## هيئة رئاسة المجلس
تم الإعلان عنها تاريخ 11 مايو 2017 من قبل رئيس الهيئة الرئاسية للمجلس اللواء عيدروس الزبيدي من العاصمة المؤقتة عدن وتتكون من 26 شخصية يمنية على النحو الآتي
هيكلة هيئة رئاسة المجلس الانتقالي الجنوبي بتاريخ 8 مايو 2023
تعيين نواب للمجلس الانتقالي الجنوبي
1- عبدالرحمن المحرمي نائباً
2- فرج سالمين البحسني نائباً
3- احمد سعيد بن بريك نائباً
| تسلسل | الاسم                           | ملاحظة                                                      |
| ----- | ------------------------------- | ----------------------------------------------------------- |
| 1     | اللواء عيدروس الزبيدي           | محافظ عدن السابق وقائد المقاومة الجنوبية                    |
| 2     | فرج سالمين البحسني              | نائب رئيس مجلس القيادة الرئاسي محافظ حضرموت سابقاً           |
| 3     | اللواء أحمد بن بريك             | محافظ محافظة حضرموت السابق                                  |
| 4     | فادي باعوم                      | رئيس الحراك الثوري لتحرير الجنوب                            |
| 5     | الدكتور ناصر الخبجي             | محافظ محافظة لحج السابق                                     |
| 6     | فضل الجعدي                      | محافظ محافظة الضالع السابق                                  |
| 7     | اللواء سالم السقطري             | محافظ محافظة سقطرى السابق                                   |
| 8     | الشيخ عبد الله بن عيسى آل عفرار | رئيس المجلس العام لابناء المهرة وسقطرى                      |
| 9     | الشيخ عبد الهادي شائف           | إقتصادي ورجل أعمال                                          |
| 10    | مؤمن السقاف                     | عضو هيئة الرئاسة - مستشار رئيس المجلس لشؤون الشباب والرياضة |
| 11    | مراد الحالمي                    | وزير النقل والمواصلات السابق                                |
| 12    | محمد الغيثي                     | رئيس الشؤون الخارجية                                        |
| 13    | الشيخ عبد الرب النقيب           | مرجعية يمنية ونقيب يافع                                     |
| 14    | أحمد بامعلم                     | عضو رئاسة مؤتمر حضرموت الجامع                               |
| 15    | المحامية نيران سوقي             | حقوقية يمنية                                                |
| 16    | المهندس عدنان الكاف             | وكيل العاصمة اليمنية المؤقتة عدن                            |
| 17    | عقيل محمد العطاس                | قيادي في الحراك الجنوبي                                     |
| 18    | عبد الرحمن شيخ                  | وكيل العاصمة اليمنية المؤقتة عدن                            |
| 19    | الدكتورة منى باشراحيل           | أستاذة في كلية الآداب جامعة عدن                             |
| 20    | الدكتورة سهير علي أحمد          | أستاذة قانون في كلية الحقوق جامعة عدن                       |
| 21    | أمين صالح محمد                  | قيادي في الحراك الجنوبي                                     |
| 22    | علي عبد الله الكثيري            | قيادي في حزب رابطة أبناء الجنوب العربي                      |
| 23    | العميد/علي الشيبة               | قيادي في الحراك الجنوبي                                     |
| 24    | عميد طيار/ ناصر السعدي          | قيادي في الحراك الجنوبي                                     |
| 25    | سالم ثابت العولقي               | ناشط سياسي يمني والمتحدث الرسمي باسم المجلس سابقاً           |
| 26    | لطفي شطارة                      | إعلامي يمني                                                 |

## الجمعية الوطنية الجنوبية

أعضاء الجمعية الوطنية الجنوبية

هي هيئة تمثيلية بمثابة برلمان معّين مكّون من 303 عضوا يمثلّون مديريات ومحافظات جنوب اليمن، يترأس الجمعية عضو هيئة رئاسة المجلس علي الكثيري ، تحمل الجمعية وظيفة السلطة التشريعية داخل كيان المجلس الانتقالي الجنوبي وتحتوي على لجان متخصصة، كان الانعقاد التأسيسي لها يوم السبت الموافق 23 ديسمبر 2017 

## القيادات المحلية للمجلس الانتقالي الجنوبي
مؤمن السقاف رئيس قيادة الانتقالي المحليه
أسس المجلس الانتقالي الجنوبي فروع له في كل المحافظات الجنوبية والشرقية في اليمن وأعلن عن أسماء ممثليه في كل محافظة ومديرية، وظيفة هذه القيادات المحلية تتوزع ما بين الرقابية والتنفيذية والتمثيلية.

## مركز دعم صنع القرار في المجلس الانتقالي الجنوبي
مركز دعم صناعة القرار، تم إنشاؤه من مجموعة منتقاة من الأكاديميين والخبراء المتخصصين في شتى المجالات، منذ اللحظات الأولى للإنشاء، حرص قادة المركز على وضوح الأهداف والمهام التي سيتولاها، كما أوضحوا أن المركز يقوم على أساس العمل الممنهج المبني على أسس وخطى منتظمة محددة المسار، وواضحة الهدف، والمنتظمة في نسقها، الواقعية في طرحها، والعملية في معالجتها للمواضيع المطروحة. يضم المجلس 15 عضوا ويرأسه الدكتورسعيد علي عبيد الجمحي.

## السيطرة على عدن

### 2019
في 21 يناير 2019 أعطى المجلس الإنتقالي  الجنوبي مهلة اسبوع للرئيس عبد ربه منصور هادي من أجل تغيير رئيس الحكومة أحمد عبيد بن دغر، الذي اتهمه المجلس الإنتقالي بالفساد، وتشكيل حكومة تكنوقراط. بعد انتهاء المهلة في 28 يناير 2019 سيطرت القوات الجنوبية على مقر الحكومة في عدن بعد ان قامت قوات حكومية بالإعتداء على متظاهرين مؤيدين للمجلس الإنتقالي. في 30 يناير احكمت القوات الجنوبية سيطرتها على كامل مدينة عدن تقريبا، وتوقفت الاشتباكات حينها بعد وساطة تقدم بها التحالف العربي. بناء على هذه الوساطة سلمت  القوات الجنوبية ثلاثة معسكرات كانت قد سيطرت عليها، وفكت الحصار عن القصر الرئاسي في عدن "معاشيق".
تجددت الإشتباكات بين قوات المجلس الإنتقالي والقوات الحكومية في عدن في أغسطس 2019 بعد قيام الحوثيين باستهداف عرض عسكري في عدن لقوات الحزام الامني، قُتل فيه قائد الوية الدعم والاسناد في الحزام الامني منير اليافعي واخرون. بعد معارك استمرت يومين سيطرت القوات الجنوبية في 10 أغسطس على ثلاثة معسكرات في عدن وعلى القصر الرئاسي. ادت الاشتباكات إلى مقتل 40 شخصا وجرح 260 اخرين، بينهم كثير من المدنيين. أعلن المجلس الانتقالي الجنوبي عقب ذلك انه مستعد لوقف إطلاق النار ورحب بمقترح السعودية إجراء محادثات بين الحكومة اليمنية والمجلس الإنتقالي. بعد شهرين من المحادثات تم التوصل إلى إتفاق بين المجلس الإنتقالي والحكومة اليمنية في 5 نوفمبر، الذي عُرف بإتفاق الرياض.

## إعلان الإدارة الذاتية
في 26 أبريل 2020 أعلن  المجلس الإنتقالي الجنوبي الإدارة الذاتية في محافظات الجنوب، بسبب عدم إيفاء حكومة الرئيس عبد ربه منصور هادي بتعهداتها في إتفاق الرياض وضرورة قيام المجلس الإنتقالي  بإدارة المحافظات الجنوبية في ظل أوضاع إنسانية صعبة، بعد فشل الحكومة اليمنية في القيام بواجباتها تجاه المواطنين. في 20 يونيو سيطرت قوات تابعة للمجلس على جزيرة سقطرى. أعلن المجلس الانتقالي في 29 يونيو الغاء الإدارة الذاتية بعد ان قدمت السعودية آلية تسريع إتفاق الرياض بين المجلس الإنتقالي والحكومة اليمنية.

## حقوق الإنسان
أفادت منظمة العفو الدولية بسلسلة من المخاوف المتعلقة بحقوق الإنسان في المناطق الخاضعة لسيطرة المجلس الانتقالي الجنوبي. منذ عام 2023، فرضت السلطات في عدن قيودًا على منظمات المجتمع المدني ، مشترطةً الحصول على تصاريح من الهيئات التي يديرها المجلس لممارسة الأنشطة العامة. ووفقًا لمنظمة العفو الدولية، غالبًا ما تضمنت هذه المتطلبات التصاريح التزامات إبلاغ موسعة، واستُخدمت أحيانًا للحد من التمويل أو رفض الموافقة على المنظمات التي يُنظر إليها على أنها معارضة سياسية للمجلس الانتقالي الجنوبي. 
في بعض الحالات، مُنعت فعالياتٌ نظمتها منظمات غير حكومية، أو أُوقفت بعد الحصول على الموافقة. ووردت أنباءٌ عن أوامر صدرت للمواقع بإغلاق الفعاليات في منتصفها دون إبداء أي تفسير.  كما أفادت منظمات المجتمع المدني بانخفاض فرص الحصول على التمويل وتزايد الرقابة الذاتية ردًا على هذه القيود. 
كان المدافعون عن حقوق الإنسان والصحفيون هدفًا للاعتقال التعسفي من قبل قوات الأمن التابعة للمجلس الانتقالي الجنوبي. في 16 نوفمبر 2023، اعتقلت قوات الأمن التابعة للمجلس الانتقالي الجنوبي المحامي سامي ياسين قائد مارش أثناء مغادرته العمل. تم احتجازه دون تهمة في معسكر النصر العسكري، وهو منشأة غير رسمية، واحتُجز بمعزل عن العالم الخارجي ، وتعرض للتعذيب والحبس الانفرادي لفترات طويلة. في مارس 2024، نُقل إلى سجن بئر أحمد في عدن، حيث أظهرته صورة مسربة وهو مريض بشدة على سرير في المستشفى، مما أثار مخاوف بشأن صحته ورفاهيته. أفادت منظمة العفو الدولية أنه تعرض للتعذيب والحبس الانفرادي لفترات طويلة. 
في 26 مايو/أيار 2024، سيطر مسلحون تابعون للمجلس الانتقالي الجنوبي واتحاد نساء الجنوب على مركز اتحاد نساء اليمن في عدن، وهو ملجأ للناجيات من العنف القائم على النوع الاجتماعي. طُرِد الموظفون والنزلاء، ومُنع الوصول إلى المبنى. 

## انظر أيظا
منصور زيد حيدرة
سيطرة المجلس الانتقالي الجنوبي على سقطرى